# Josef Štágr
Josef Štágr (ur. 1951 w Pradze) – czeski aktor musicalowy i dubbingowy oraz piosenkarz.
Jest związany z Teatrem Muzycznym w Karlinie (Hudební divadlo Karlín), teatrem Broadway oraz Goja Music Hall.
Pracuje także w dubbingu, podłożył m.in. głos pod partie wokalne Simby w czeskim dubbingu filmu Król lew II: Czas Simby.

## Musicale
- Čarodějka, GoJa Music Hall, 2019–2020, rola: Czarodziej
- Muž se železnou maskou, Praha, Divadlo Broadway, od listopada 2017, rola: D´Artagnan, Fouquet
- Čas růží, Praha, Hudební divadlo v Karlíně, od marca 2017, rola: ojciec Honzy
- Carmen, Praha, Hudební divadlo v Karlíně, od października 2015, rola: starosta Mendoza
- Fantom opery, GoJa Music Hall, 2014–2016, rola: Monsieur André
- Les Misérables – Bídníci, Praha, GoJa Music Hall, 2012–2013, rola: Jean Valjean, Javert
- Děti ráje, Praha, GoJa Music Hall, 2009–2014, rola: Michalův otec
- Carmen, Praha, Hudební divadlo v Karlíně, 2008–2012, rola: starosta Mendoza
- Miss Saigon, Praha, GoJa Music Hall, 2004–2007, rola: Engineer
- Les Misérables – Bídníci, Praha, GoJa Music Hall, 2003–2005, rola: Javert
- Romeo a Julie, Praha, Spirála, 2000–2002, i dalej 2003, Divadlo U Hasičů, rola: Kapulet
- Evita, Praha, Spirála, 1998–2000, rola: Che, Perón
- Jesus Christ Superstar, Praha, Spirála, 1994–1998, rola: Jidáš
- Bídníci, Praha, Divadlo na Vinohradech, 1992, rola: company, Bamatabois, Grantaire
- West Side Story, Praha, Hudební divadlo v Karlíně, 1970–1971, rola: company

## Dubbing
- U nás na farmě
- Zvoník u Matky Boží – Victor
- Bambi
- Pinocchio
- Tygrův příběh – Sowa (śpiew)
- Lví král 2: Simbův příběh  (śpiew)